# 米哈伊利基 (米爾霍羅德區)
49°58′7″N 34°8′45″E / 49.96861°N 34.14583°E
米哈伊利基（烏克蘭語：Михайлики）是位於烏克蘭中部波爾塔瓦州裏米爾霍羅德區的村莊，分別距離馬斯利夫齊1公里和哈倫基2公里，海拔高度165米，2001年人口879。